# Augochloropsis anonyma
Augochloropsis anonyma är en biart som först beskrevs av Cockerell 1922.  Augochloropsis anonyma ingår i släktet Augochloropsis och familjen vägbin. Inga underarter finns listade.

## Bildgalleri

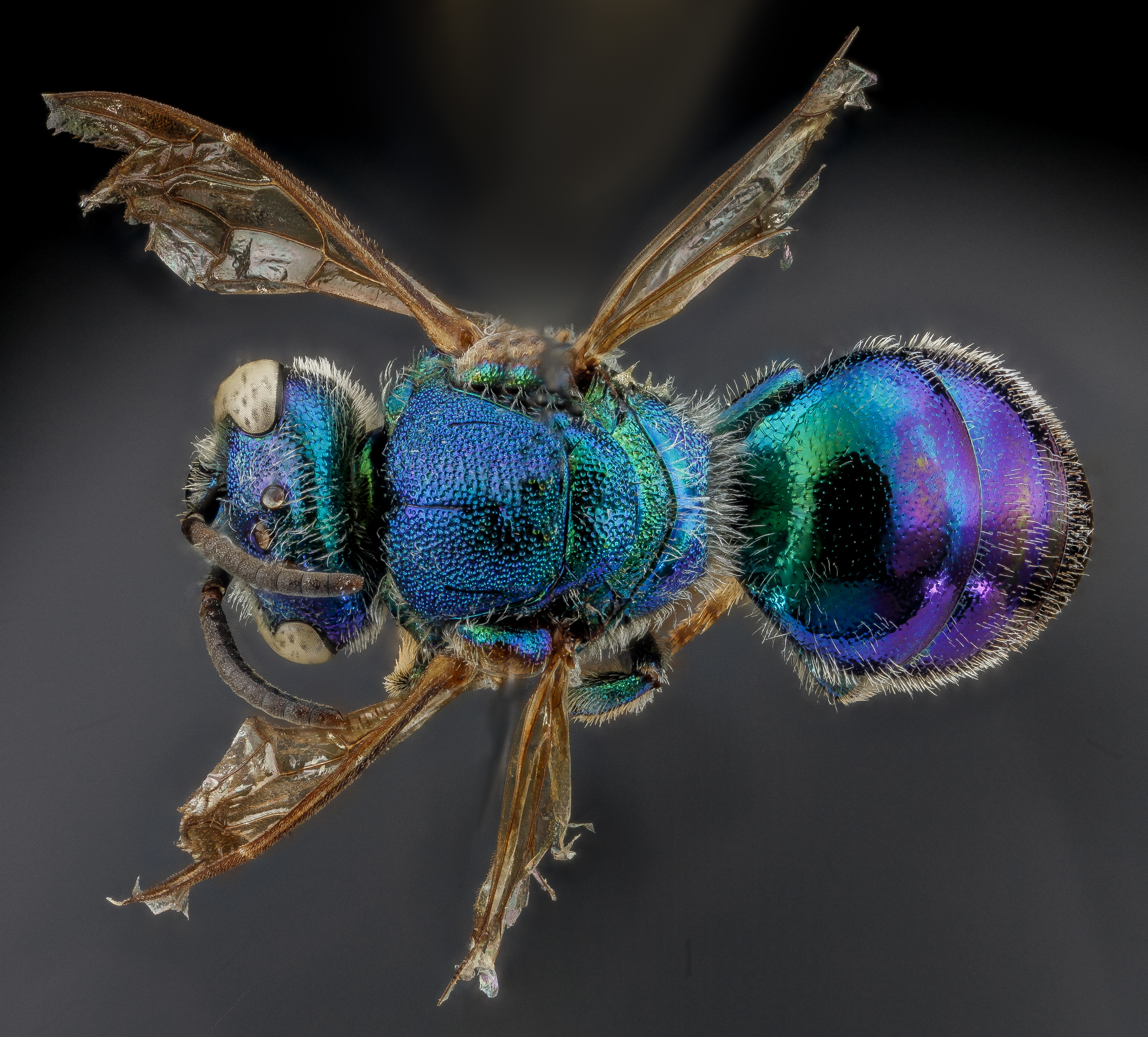
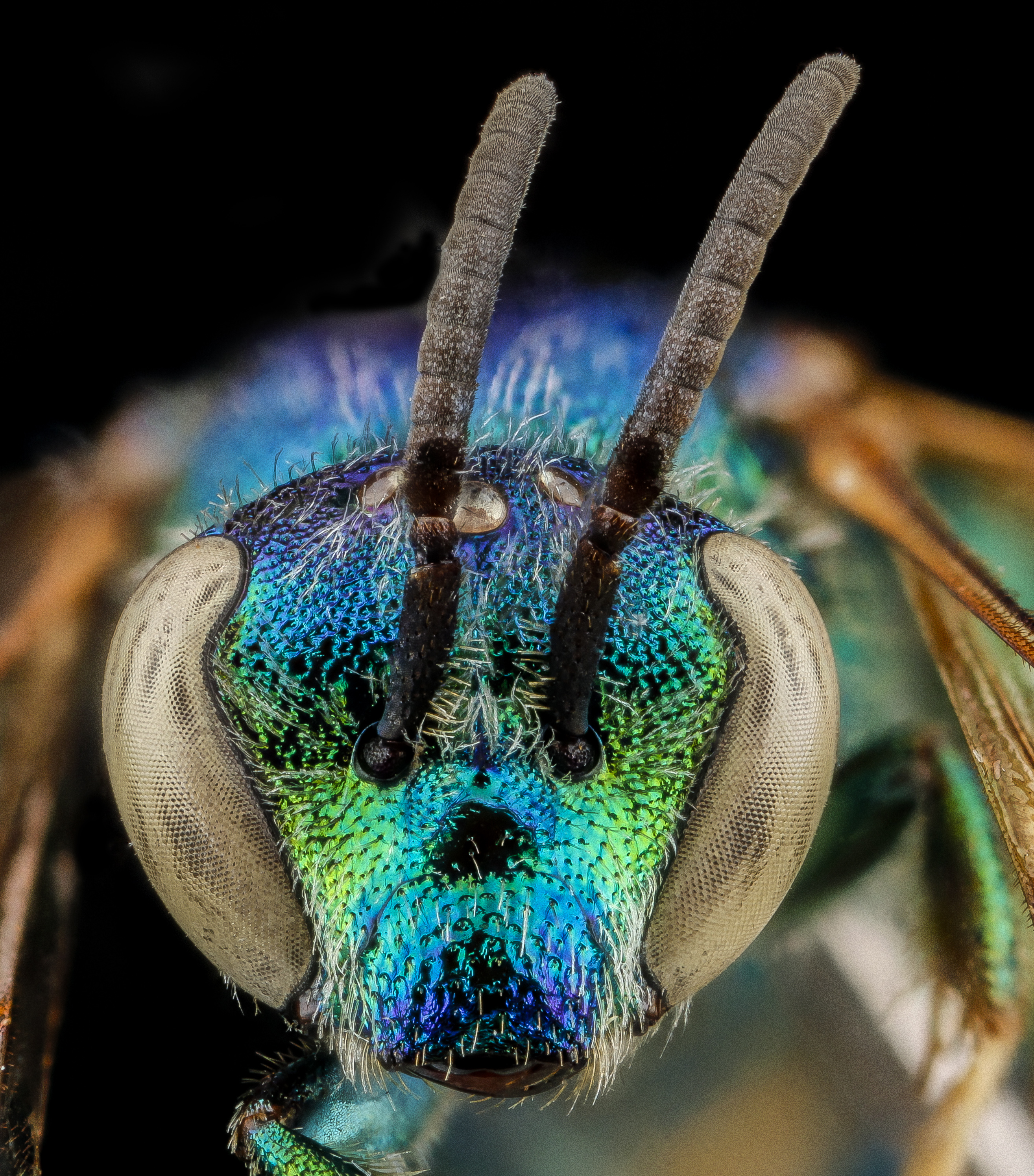
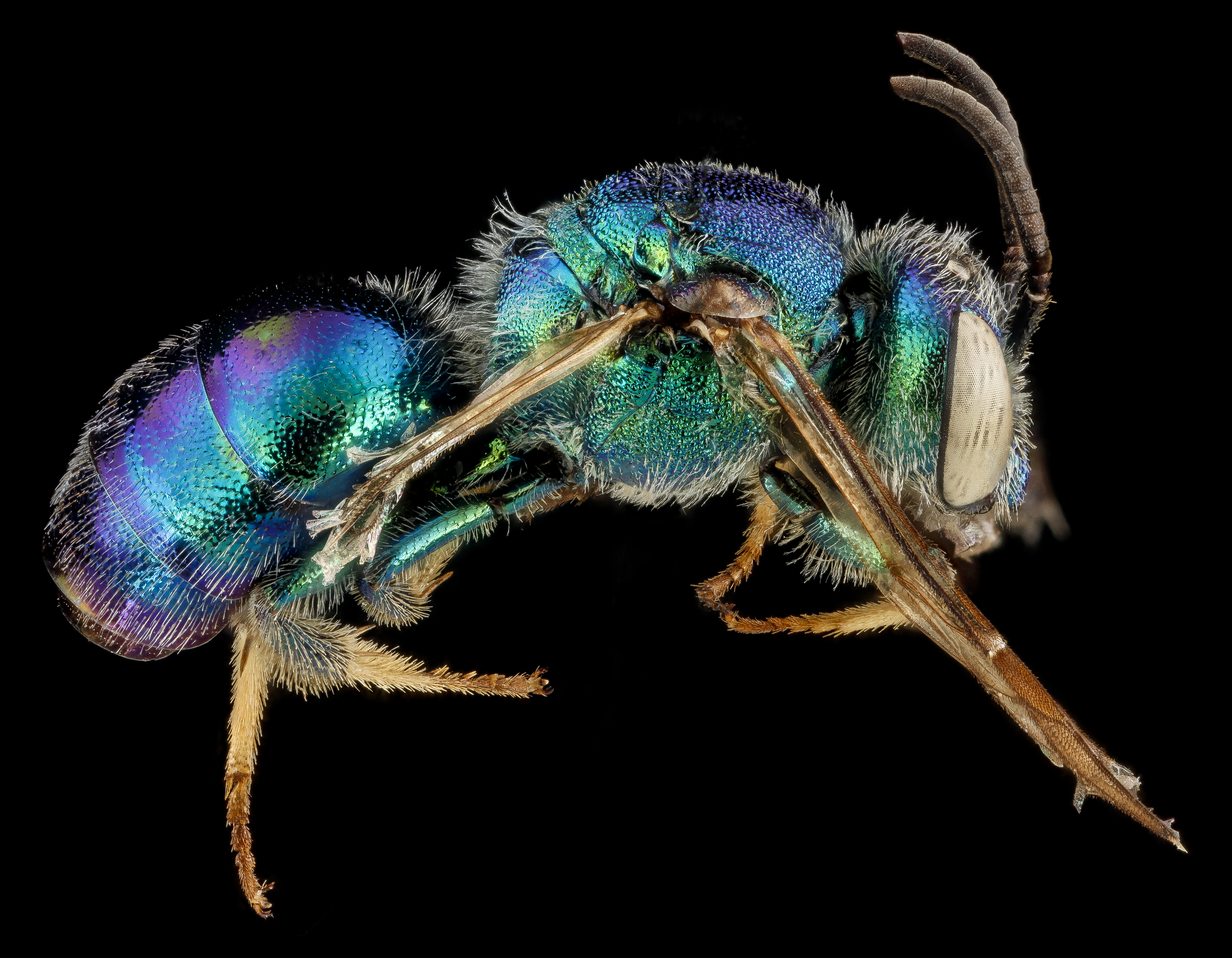
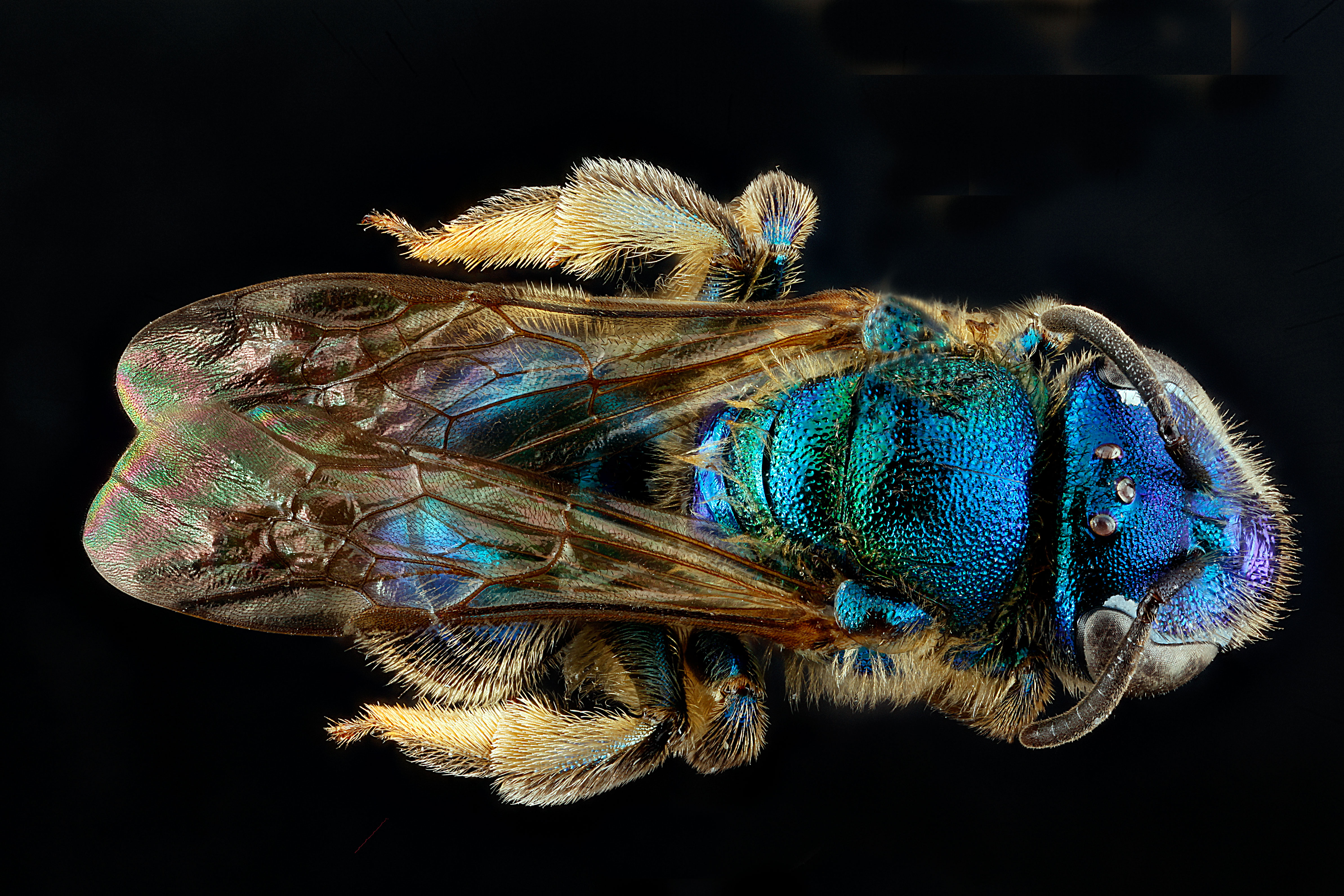
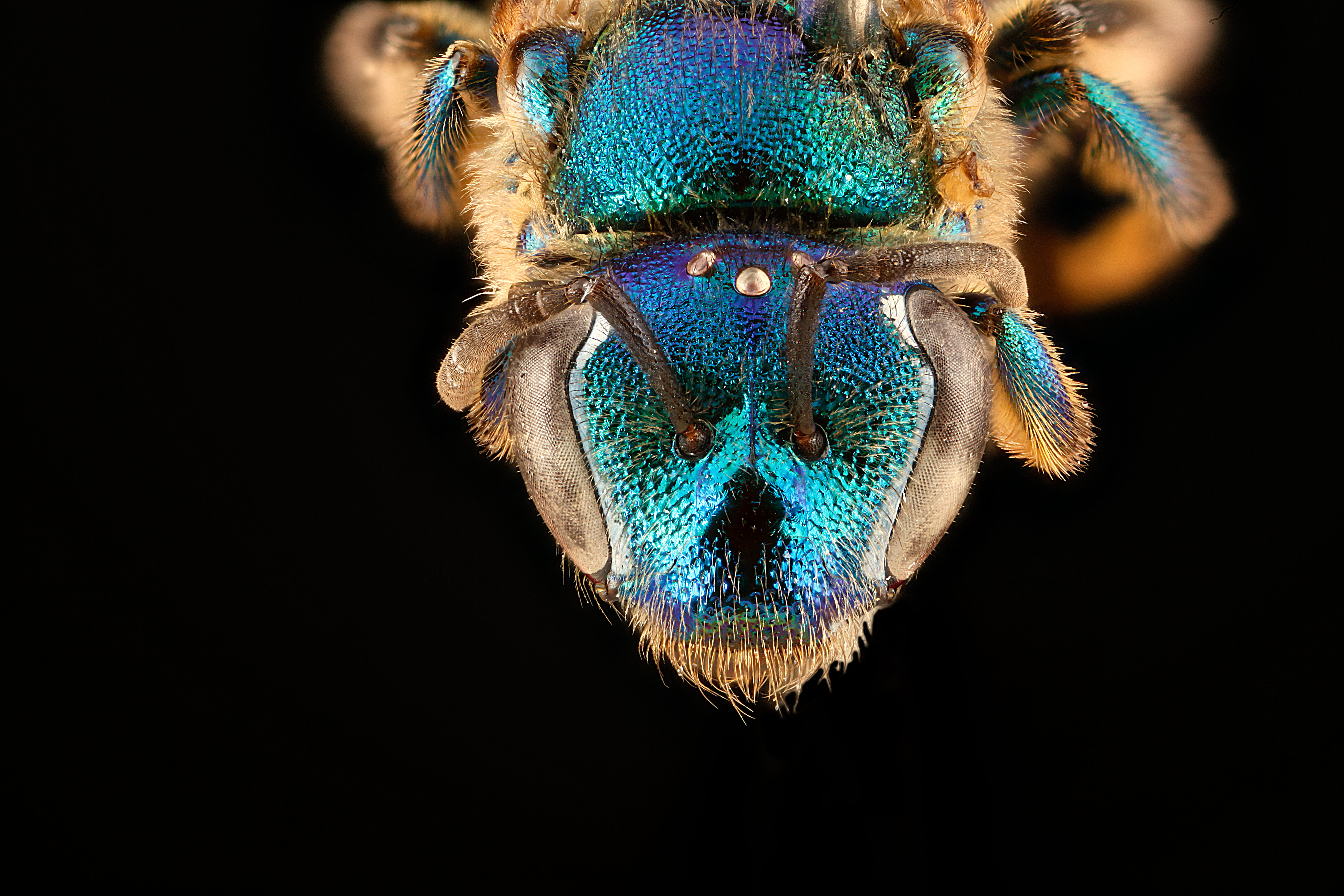
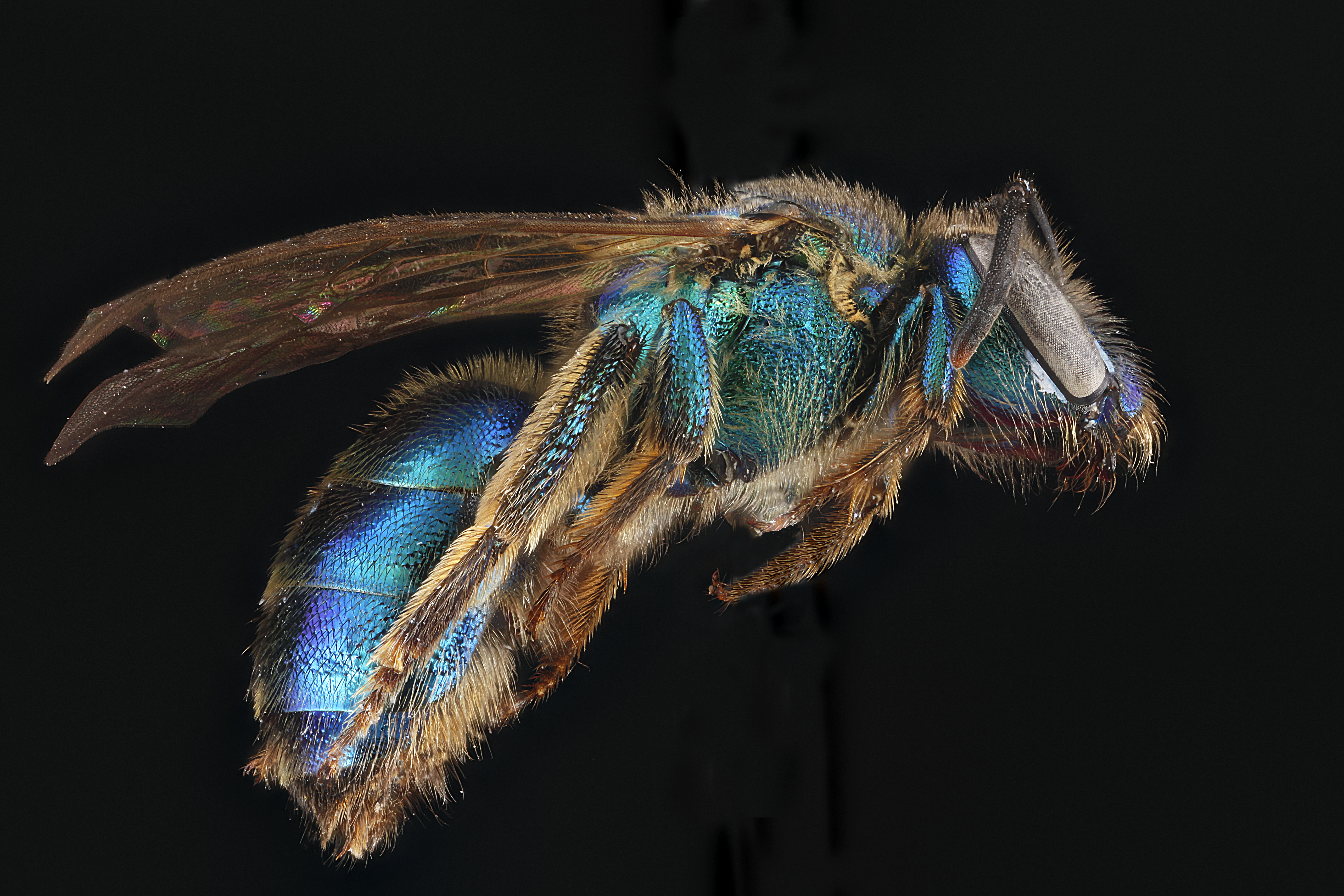